# اشمیتویلر
اشمیتویلر (به فرانسوی: Schmittviller) یک کمون در فرانسه است که در Canton of Rohrbach-lès-Bitche واقع شده‌است.

## خصوصیات
اشمیتویلر ۲٫۳۳ کیلومترمربع مساحت و ۲۸۹ نفر جمعیت دارد و ۳۷۰ متر بالاتر از سطح دریا واقع شده‌است.